# Legends Football League

A Legend Football League (LFL) é uma liga de futebol americano tackle 7x7, criada em 2009, com jogos realizados durante o outono e inverno em arenas e estádios da NFL, NBA, NHL e MLS. A liga foi fundada por Mitch Mortaza.

## Conceito
O conceito se origina do especial alternativo do halftime do Super Bowl chamado Lingerie Bowl, um evento pay-per-view transmitido anualmente de maneira simultânea ao Halftime Show, que teve início no ano de 2003.

## Estilo de Jogo

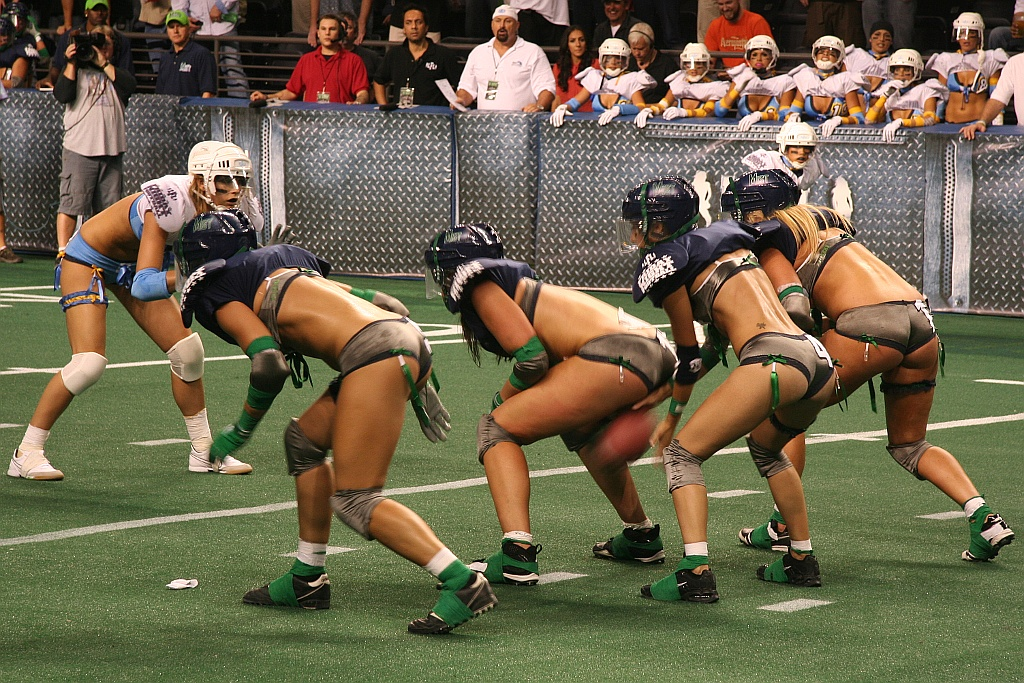
Jogadoras do Seattle Mist (à direita da foto, com capacete preto) contra San Diego Seduction (capacete branco)

O estilo do jogo é de contato pleno e similar a outras ligas de Futebol Americano Indoor (como por exemplo a AFL). Os uniformes consistem de ombreiras, cotoveleiras, joelheiras, ligas, sutiãs, calcinhas e capacetes similares aos de hóquei no gelo, com uma viseira de plástico ao invés da grade/máscara.
Não há field goals nem punts. Há um kickoff para iniciar o jogo e o segundo tempo. Uma equipe deve tentar conseguir uma primeira descida a cada quadro descidas. Depois de um touchdown, a equipe pode tentar uma conversão de um ponto (a partir da linha de uma jarda) ou uma conversão de dois pontos (a partir da linha de três jardas).
Há sete mulheres em cada lado do campo de 50 jardas, uma a menos do que os oito jogadores como geralmente ocorre no futebol americano de arena e outras ligas indoor. As equipes consistem de 20 jogadoras, das quais apenas 14 são ativas no dia do jogo. Isso significa que há, geralmente, três ou quatro jogadoras que jogam tanto no ataque quanto na defesa.
A formação ofensiva padrão traz 1 quarterback, 2 running backs, 1 center e 3 wide receivers. A formação defensiva padrão traz 2 defensive linewomen, 2 linebackers, 2 cornerbacks e 1 safety.
O campo tem 50 jardas entre as endzones, 30 jardas de largura e as endzones têm 8 jardas, praticamente o mesmo que em outras ligas indoor.
Um jogo consiste de dois tempos de 17 minutos, separados por um intervalo de 12 minutos. No caso de empate, uma ou mais prorrogações (ao estilo morte súbita) são jogadas até que uma das equipes saia vitoriosa.
Até a temporada de 2013, a LFL foi a única entre as outras ligas de futebol americano indoor que se passava durante a temporada tradicional de futebol americano durante outono ao invés da primavera.
Cada equipe é vagamente padronizada de acordo com uma equipe profissional de futebol americano local, usando seu mesmo esquema de cores. Em sua maioria, as equipes se baseiam em equipes da NFL, embora em cidades sem equipes da NFL tenham sido adotados os esquemas de cores de equipes da UFL (Las Vegas e Orlando) e de antigas equipes da NFL (Los Angeles). No Canadá, as equipes se baseiam em equipes da CFL (Toronto e Regina) ou equipes de hóquei no gelo (BC e Saskatoon). Excetuando-se duas, as equipes da LFL usam apelidos singulares, propriedade esta encontrada em outras ligas de esportes femininos, tais quais WNBA e WPS.

## Mídia
Em 2009-10, as dez equipes da temporada inaugural da LFL competiram em uma temporada de 20 semanas com jogos nas principais arenas e estádios. Os jogos eram semanalmente gravados em alta definição e transmitidos por afiliadas da MyNetworkTV, canais internacionais e via streaming.
Em 2010-11 o canal MTV2 obteve os direitos de transmissão para os 20 principais programas da temporada regular e dois playoffs das conferências. LFL Presents: LFL, Friday Night Football on MTV2 entrou no ar em 10 de Setembro de 2010.
Na temporada 2011-12, a MTV2 novamente transmitiu 20 jogos da temporada regular, dois playoffs das conferências, e o jogo do campeonato antes do início do Super Bowl. Este ano, no entanto, os jogos foram apresentados inteiramente e transmitidos ao vivo às 21h ET. LFL Presents: LFL, Friday Night Football on MTV2 estreou em 26 de Agosto de 2011, de Green Bay, Wisconsin.
Em 2011, a Lingerie Football League fez uma parceria com a Fantazzle Fantasy Sports para realizar um jogo de Fantasy Football para a LFL.
Desde a temporada 2009-10, a Lingerie Football League tem sido parceira da Five Stone Music para a composição das trilhas para melhores momentos dos jogos, comerciais, efeitos sonoros, programas de rádio e fundo musical para as transmissões da MTV2 e canais internacionais. O Tema Musical da LFL foi composto pela Five Stone em colaboração com o vocalista Piper, da banda Flipsyde.
Em 2012, a Lingerie Football League se juntou à japonesa Yuke's Co. Ltd para projetar e desenvolver as plataformas oficiais de games da LFL.

## LFL EUA

### 2009–10
A liga anunciou que jogaria com dez equipes em sua temporada 2009-10. A programação da liga foi entre 04 de Setembro de 2009 e 29 de Janeiro de 2010, com um jogo a cada sexta-feita. As equipes jogaram uma contra as outras em suas conferências; dois jogos em casa e dois fora. As duas melhores equipes de cada conferência se encontraram nos playoffs em 04 de Fevereiro de 2010, em Miami, e as vencedoras se enfrentaram no Lingerie Bowl VII em 06 de Fevereiro de 2010. Los Angeles Temptation, da Conferência Oeste, derrotou Chicago Bliss, da Conferência Leste, por 27-14.

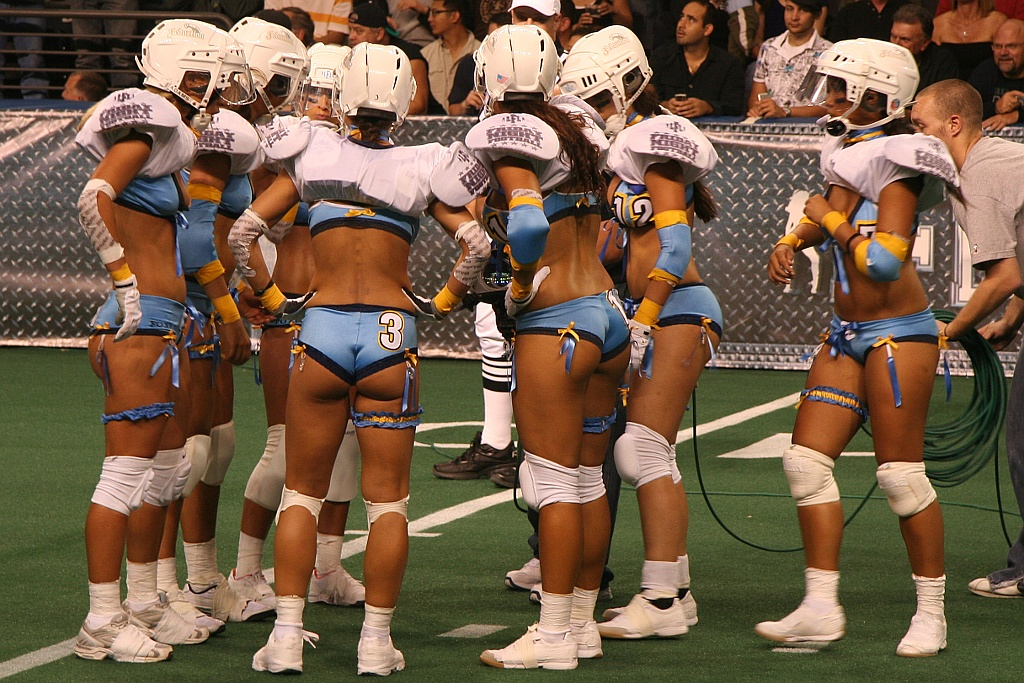
San Diego Seduction em um huddle

Maior parte das equipes têm como técnicos ex-jogadores e ex-técnicos da NFL bastante conhecidos em suas respectivas cidades. A maioria das jogadoras tem experiência em competições esportivas. Muitas das jogadoras têm experiência em outros esportes nos níveis universitários e semi-profissionais, tais quais atletismo, tênis, voleibol, softbol, futebol, basquetebol e fisiculturismo. Algumas têm também experiência em futebol americano na modalidade tackle, por terem jogado em ligas semi-profissionais.

### 2010–11
Para a temporada 2010-11, a Liga estabeleceu novas franquias em Orlando e Baltimore, respectivamente, Orlando Fantasy e Baltimore Charm. O New York Majesty e o Denver Dream suspenderam suas operações de modo a encontrar uma arena ou estádio adequado para cada equipe.
O LFL All-Fantasy Game (equivalente ao Pro Bowl da NFL) de 2010 ocorreu em 10 de Junho de 2010 em Monterrey, México, com a Conferência Leste levando a melhor sobre a Conferência Oeste, por 36-14. As co-MVP's do All-Fantasy Game foram Tyrah Lusby, do Philadelphia Passion e Anonka Dixon, do Miami Caliente.
A Lingerie Bowl de 2011 foi jogada em Las Vegas, Nevada, na Arena Thomas & Mack, no dia 06 de Fevereiro de 2011 (um domingo), durante o intervalo do Super Bowl XLV. A equipe vencedora foi a campeã da Conferência Oeste, Los Angeles Temptation, que derrotou a equipe campeã da Conferência Leste, Philadelphia Passion por 26-25.

### 2011–12
Para a temporada 2011-12, a Liga estabeleceu cinco novas franquias: Cleveland Crush, Green Bay Chill, Las Vegas Sin, Minnesota Valkyrie e Toronto Triumph. Dallas Desire suspendeu suas operações durante a temporada 2011-12 com retorno planejado para 2012-13. As razões declaradas foram financeiras, além de problemas de comprometimento das jogadoras dentro e fora de campo. O status do San Diego Seduction é desconhecido; não foram incluídos na lista de equipes da LFL e não foram incluídos na programação para 2011-12, mas não houve declaração pública de suspensão de operações, enquanto Miami Caliente faliu.O Denver Dream e o New York Majesty/Euphoria permaneceram fechados.
O All-Fantasy Game de 2011 ocorreu Hamilton (Ontário) em 30 de Julho de 2011, no Copps Coliseum. Estando perdendo de 18-6 no segundo tempo, a Conferência Leste lutou para ganhar da Conferência Oeste por 24–18. Anonka Dixon, quarterback do Orlando Fantasy, foi a MVP ofensiva por causa dos seus 3 passes para touchdown e sua corrida para touchdown que garantiu a vitória, enquanto Liz Gorman, safety doTampa Breeze, foi a MVP defensiva.
O kickoff foi em 26 de Agosto de 2011 e a temporada culminou no Lingerie Bowl IX em 04 de Fevereiro de 2012. Os playoffs das Conferências Leste e Oeste foram jogados de maneira consecutiva em 28 de Janeiro de 2012 na Citizens Business Bank Arena, em Ontário, Califórnia. Los Angeles Temptation venceu seu terceiro Campeonato da Conferência Oeste seguido, enquanto Philadelphia Passion venceu o Campeonato da Conferência Leste, seu segundo seguido, imitando a Lingerie Bowl da temporada anterior. A Lingerie Bowl 2012 foi jogada durante o pré-jogo do Super Bowl XLVI na Orleans Arena, em Las Vegas, Nevada. Los Angeles Temptation venceu sua terceira Lingerie Bowl consecutiva com o placar de 28-6 contra o Philadelphia Passion. Ashley Salerno e Amber Reed, ambas do Temptations, foram co-MVP's, com Salerno lançando três passes para touchdown e Reed marcando dois touchdowns corridos.

### 2013
Em 2012, a Liga finalmente decidiu alterar a data da próxima temporada da LFL US pra Abril de 2013. A Liga declarou que o motivo por trás deste adiamento era mover a liga para uma programação entre primavera e verão, de maneira semelhante a todas as outras ligas de futebol americano indoor da última década, uma vez que o presidente sentiu que havia grande oportunidade de sucesso durante a primavera; a liga também declarou que este hiato permitiria que eles se focassem nas turnês mundiais introdutórias que ocorreriam no fim de 2012. A LFL Canada não foi afetada por esta mudança e continuou com a sua programação de outono em 2012, como anunciado originalmente. O presidente negou que este adiamento fosse uma suspensão das operações.
A LFL anunciou que sua primeira equipe da expansão de 2013 seria Omaha Heart, com base em Omaha, Nebraska, jogando na Ralston Arena. A este, seguiu uma nova equipe da expansão em Saint Charles, Missouri, que jogará no St. Charles Convention Center e cujo nome é St. Louis Saints.
Em 24 de Maio de 2012, houve o anúncio oficial, por parte da LFL, da suspensão temporária das atividades da franquia Orlando Fantasy para a temporada 2013.
Para a temporada 2013, a LFL lançou uma nova estrutura divisional, dividindo as 12 equipes em quatro divisões. Os jogos de wildcard serão jogados pela primeira vez em 17 de Agosto de 2013, com os jogos dos Campeonatos de Conferências em 24 de Agosto de 2013 e a Lingerie Bowl X em 31 de Agosto de 2013.
Devido ao sucesso dos jogos anteriores, a LFL expandiu seu all-star game anual em uma série de três jogos. A LFL All-Fantasy Tour 2012 consistiu de um jogo no México e dois na Austrália. O Mexico All-Fantasy Game ocorreu em 05 de Maio no Palacio de los Desportes, na Cidade do México, com a Conferência Oeste vencendo da Conferência Leste por 37-7. O segundo jogo da série ocorreu em Brisbane, Austrália, em 02 de Junho no Brisbane Convention & Exhibition Centre com outra vitória da Conferência Oeste, por 45–36. A Conferência oeste completou sua lavada de 3-0 sobre a Conferência Leste com a vitória por 31-24 no terceiro e último jogo, em Sydney, Austrália, em 09 de Junho, na Allphones Arena.
| Conferência Leste      | Conferência Leste                                       |
| Divisão Nordeste       | Arena e Local                                           |
| ---------------------- | ------------------------------------------------------- |
| Baltimore Charm        | 1st Mariner Arena (Baltimore, Maryland)                 |
| Cleveland Crush        | Quicken Loans Arena (Cleveland, Ohio)                   |
| Philadelphia Passion   | Sun National Bank Center (Trenton, New Jersey)          |
| Divisão Sudeste        | Arena e Local                                           |
| Omaha Heart            | Ralston Arena (Omaha, Nebraska)                         |
| St. Louis Saints       | St. Charles Convention Center (Saint Charles, Missouri) |
| Tampa Breeze           | Tampa Bay Times Forum (Tampa, Florida)                  |
| Conferência Oeste      |                                                         |
| Divisão Centro-oeste   | Arena e Local                                           |
| Chicago Bliss          | Toyota Park (Bridgeview, Illinois)                      |
| Green Bay Chill        | Resch Center (Green Bay, Wisconsin)                     |
| Minnesota Valkyrie     | Target Center (Minneapolis, Minnesota)                  |
| Divisão Pacífico       | Arena e Local                                           |
| Las Vegas Sin          | Orleans Arena (Las Vegas, Nevada)                       |
| Los Angeles Temptation | Citizens Business Bank Arena (Ontario, California)      |
| Seattle Mist           | ShoWare Center (Kent, Washington)                       |

## LFL Canadá
Para a Temporada 2011–12 da LFL, o All-Fantasy Game foi jogado em Hamilton, Ontário. Isto ocorreu, em parte, devido ao anúncio d liga de que em 2012 haveria uma competição canadense da LFL. A LFL Canadá está programada para uma temporada de doze semanas com quatro equipes, com o primeiro jogo da temporada regular tendo ocorrido em 25 de Agosto de 2012. A temporada culminará na Canadian Lingerie Bowl, em 24 de Novembro de 2012, um dia antes da 100ª Grey Cup.

### 2012
Em 28 de Setembro de 2011, foi anunciado que, além do Toronto Triumph, que jogou a Temporada 2011–12 da LFL, haveria outras seis equipes com sedes em Vancouver, Calgary, Edmonton, Quebec e Montreal; ironicamente, nenhuma dessas cidades ganharia de fato uma franquia da LFL.
Em 09 de Fevereiro de 2012, a LFL anunciou que Abbotsford, na Colúmbia Britânica, seria a próxima cidade canadense a receber uma equipe da Liga. Os jogos em casa desta franquia seriam no Abbotsford Entertainment & Sports Centre e a mesma competiria na Divisão Oeste da LFL Canadá. Em 20 de Fevereiro de 2012, a LFL anunciou que o nome da franquia seria BC Angels, seguindo o resultado de uma votação virtual. A decisão de Abbotsford como anfitriã de uma equipe gerou certa controvérsia, incluindo preocupação expressa de pelo menos um conselheiro da cidade, uma vez que "Abbotsford é uma comunidade profundamente religiosa e agricultural."
Em 22 de Fevereiro de 2012, a LFL anunciou que Regina, Saskatchewan, seria a próxima cidade a receber uma equipe da Liga. Os jogos em casa seriam jogados no Brandt Centre.  Em 06 de Março, a LFL anunciou que a franquia se chamaria Regina Rage após uma votação online.
Em 28 de Fevereiro, a LFL anunciou que Saskatoon, Saskatchewan, também receberia uma equipe, cujos jogos em casa aconteceriam no Credit Union Centre. Após  revelar a logo e cores do Saskatoon Sirens, a liga anunciou que a LFL Canadá contaria com quatro equipes para a temporada de 2012, com uma programação de oito semanas, com a liga ainda programada para terminar com a Canadian Lingerie Bowl um dia antes da Grey Cup.
| Equipe           | Arena e Local                                                           |
| ---------------- | ----------------------------------------------------------------------- |
| BC Angels        | Abbotsford Entertainment & Sports Centre (Abbotsford, British Columbia) |
| Regina Rage      | Brandt Centre (Regina, Saskatchewan)                                    |
| Saskatoon Sirens | Credit Union Centre (Saskatoon, Saskatchewan)                           |
| Toronto Triumph  | Hershey Centre (Mississauga, Ontario)                                   |

## Expansão futura
A LFL anunciou planos de lançar ligas na Austrália (2013) e Europa (2014). Em 2014, a liga colocará competição as equipes vencedoras das quatro ligas na LFL World Bowl inaugural, em São Paulo, nos dias 19 e 20 de Julho, em um evento paralelo à Copa do Mundo de 2014.

### LFL Estados Unidos
Desde o início da LFL Estados Unidos, o Presidente da LFL, Mitchell S. Mortaza, tem considerado expandir a liga para cidade e áreas incluindo Atlanta, Boston, Buffalo, Carolina, Cincinnati, Columbus, Detroit, Fresno, Houston, Kansas City, Nashville, Nova Jersey, Nova Orleans, Phoenix, Pittsburgh, Portland, San Antonio, San Jose, Washington D.C. e/ou um restabelecimento do New York Majesty no Brooklyn.

### LFL Austrália
A LFL Austrália está programada para estrear em Dezembro de 2013, após a Austrália ter sediado o LFL All-Fantasy Game Tour de 2012. Dois jogos de exibição entre as Conferências Oeste e Leste ocorreram na costa leste australiana, em Brisbane e Sydney. A wide receiver nativa de Queensland e jogadora do Los Angeles Temptation, Chloe Butler, serviu como embaixadora do futebol americano da LFL indo até a Austrália e comandando o time da Conferência Oeste. Sydney, Melbourne, Brisbane e ou Adelaide ou Perth foram designadas como as quatro sedes inaugurais das equipes australianas.
Em 26 de Julho de 2012, a primeira equipe da LFL Austrália foi revelada, o New South Wales Surge, cuja base será em Sydney.

#### Ladies Gridiron League
Antecipadamente à LFL Austrália, a LFL estabeleceu uma liga secundária oficial a ser chamada Ladies Gridiron League (LGL). A Liga terá como base Sydney. A Ladies Gridiron League foi feita aos moldes da LFL e tem como objetivo a tentativa de levar a consciência do futebol americano para a cultura australiana. Espera-se criar mais ligas secundárias pelo Canadá e Estados Unidos nos anos seguintes.

### LFL Europa
Em 2014, a LFL Europa estreará com equipes em Barcelona, Frankfurt, Reno, Manchester e Dublin.

## Recepção
A liga têm enfrentado críticas significantes. Os críticos dizem que a liga degrada as atletas femininas através da "objetificação perniciosa". Jogadoras em potencial têm respondido mais positivamente, uma delas tendo dito "Eu apenas gosto de jogar futebol americano, eu não me importo no que eles me ponham." e outra favorável à pouca roupa disse "É mais confortável assim. Jogadoras da NFL com experiência em competições de atletismo mencionaram que o uniforme típico da LFL não deixa o corpo tão mais a mostra do que uniformes típicos dessa modalidade. Adrian Purnell, do Tampa Breeze disse que os figurinos são apenas para fins de marketing.
Outras jogadoras disseram ver os uniformes como um mal necessário, uma delas tendo dito que "Talvez um dia, garotas não precisem usar lingerie para que os outros se interessem [pelo futebol americano feminino]." Liz Gorman, jogadora do Tampa Breeze, disse que ela preferiria usar um uniforme convencional: "Quero dizer, eu não gosto disso. Você preferiria usar um uniforme completo. Eu tenho um monte de arranhões." Ela também indicou acreditar que provavelmente a liga mudará para uniformes convencionais no futuro.
A liga foi acusada de multar jogadoras por usarem muita roupa, e por não pagar as contas médicas para jogadoras lesionadas. A liga proíbe as jogadoras de comentar assuntos pessoais, uma regra que induziu a grande maioria de Toronto Triumph, incluindo a capitã Krista Ford, a se demitir em protesto em Outubro de 2011. Originalmente uma liga profissional com jogadoras recebendo uma parte dos rendimentos líquidos, Mortaza parou de pagar suas jogadoras no começo de 2011 e converteu a liga em uma organização amadora; as jogadoras devem inclusive pagar por seu próprio plano de saúde. O fundador da liga, Mortaza, admitiu que o público alvo da liga é "em sua maioria estudantes universitários com idade de 21 anos ou mais que bebem cerveja."